# 大和
大和（やまと）は、日本の古称・雅称。倭・日本とも表記して「やまと」と訓ずることもある。大和・大倭・大日本（おおやまと）とも呼ばれる。
ヤマト王権が大和と呼ばれる地（現在の奈良県内）に在ったことに由来する。初めは「倭」と書いたが、元明天皇の治世に国名は好字を二字で用いることが定められ、倭と同音の好字である「和」の字に「大」を冠して「大和」と表記し「やまと」と訓ずるように取り決められた。

## 範囲の変遷
元々はヤマト王権の本拠地である奈良盆地の東南地域が、大和（やまと）と呼称されていた。『記紀』や『国造本紀』には、神武天皇の時代に豊玉彦命の後裔である椎根津彦を初代として倭国造が設置されたと伝わる。その後、ヤマト王権が奈良盆地一帯や河内方面までを支配するようになると、その地域（後の近畿・畿内）もまた大和と呼ばれるようになった。そして、ヤマト王権の本拠が所在した奈良盆地周辺を範囲とする令制国を大和国とした。さらには、同王権の支配・制圧が日本列島の大半（東北地方南部から九州南部まで）にまで及ぶに至り、それらを総称して大和と呼ばれるようになった。こうして日本列島、つまり日本国の別名として大和が使用されるようになった。

## 語源
「やまと」の語源は諸説ある。
- 山のふもと。
- 山に囲まれた地域であるからという説。
- この地域を拠点としたヤマト王権が元々「やまと」と言う地域に発祥したためとする説。
- 「やまと」は元は「山門」であり山に神が宿ると見なす自然信仰の拠点であった地名が国名に転じたとする説[5]。
- 「やまと」は元は「山跡」とする説[6]。
- 邪馬台国の「やまたい」が「やまと」に変化したとする説。
- 「やまと」は元は温和・平和な所を意味する「やはと」、「やわと」であり、「しきしま(磯城島)のやはと」から転訛して「やまと」となり、後に「しきしま」がやまとの枕詞となったとする説[7]。
- アイヌ語で、“ヤ”は接頭語、“マト”は讃称で、高貴を意味する“ムチ”や祥瑞を意味する“ミツ”等と同根の語とする説。

## 用字の変遷
古墳時代頃に漢字文化が流入すると、「やまと」の語に対して「倭」の字が当てられるようになった。中国では古くより日本列島の人々・政治勢力を総称して「倭」と呼んでいたが、古墳時代に倭を「やまと」と称したことは、「やまと」の勢力が日本列島を代表する政治勢力となっていたことの現れとされる。
次いで、飛鳥時代になると「大倭」の用字が主流となっていく。大倭は、日本列島を代表する政治勢力の名称であると同時に、奈良地方を表す名称でもあった。7世紀後半から701年（大宝元年）までの期間に、国号が「日本」と定められたとされているが、このときから、日本を「やまと」と訓じたとする見解がある。
奈良盆地を指す令制国の名称が、三野が美濃、尾治が尾張、木が紀伊、上毛野が上野、珠流河が駿河、遠淡海が遠江、粟が阿波などと好字をもって二字の国名に統一されたのと同じく、701年には「倭国」を「大倭国」と書くようになったと考えられている。
奈良時代中期の737年（天平9年）、令制国の「やまと」は橘諸兄政権下で「大倭国」から「大養徳国」へ改称されたが、諸兄の勢力が弱まった747年（天平19年）には、再び「大倭国」へ戻された。そして757年（天平宝字元年（8月18日改元））、橘奈良麻呂の乱直後に「大倭国」から「大和国」への変更が行われたと考えられている。このとき初めて「大和」の用字が現れた。その後、「大倭」と「大和」の併用が見られるが、次第に「大和」が主流となっていった。

## 古墳
- 大和古墳群がある。

## その他
- 「夜麻登（やまと）は国のまほろば～」とあるように、万葉仮名における当て字は夜麻登とも表記され、『古事記』における「ヤマトトトヒモモソヒメ」の漢字表記も、この夜麻登の方である（『紀』では倭の一字でヤマトと読ませている）。この他、『古事記』では、山跡とも表記される。『日本書紀』では、野麻登、椰麼等、夜麻苔などとも表記され、『万葉集』では、山常、也麻等、夜末等、夜万登、八間跡、大熱笑などの表記が見られる。
- 『日本書紀』の記述では、昔、伊弉諾尊は、この国を名付けて「日本は浦安の国、細し戈千足る国、磯輪上秀真国。」 (やまとは心の安らかな国、武器の充分にある国、世にすぐれた国)と言った。 また、饒速日命は、天磐船に乗って、この国を眺めて降り立ち、「虚空見日本国(そらみつやまとのくに) 」と言った[11]。
- 現代において、和文通話表で「や」を送る際に「大和のヤ」という。